# 安達地方広域行政組合
安達地方広域行政組合（あだちちほうこういきぎょうせいくみあい、英 : Adachi Wide Area Administrative Association）は、福島県二本松市、本宮市、安達郡大玉村の 2市1村で構成する一部事務組合。

## 共同処理事務
【出典】
1. 安達地方の創造的かつ一体的な振興整備に係る地域振興事業の実施及び連絡調整
2. 消防及び救急業務に関すること（消防団に関することを除く）
3. ごみ処理施設の設置及び管理運営（もとみやクリーンセンター）
4. ごみの収集、運搬、処分に関すること
5. 産業廃棄物の処理に関すること
6. 一般廃棄物処理計画の策定
7. 一般廃棄物業の許可等に関すること
8. し尿処理施設の設置及び管理運営
9. 浄化槽清掃業の許可等に関すること
10. 救急医療体制の整備に関すること
11. 斎場の設置及び管理運営（あだたら聖苑）

## 管内の現況
管内の人口 - 95,081人
- 二本松市 - 55,584人
- 本宮市 - 30,523人
- 大玉村 - 8,974人

2019年（令和元年）7月1日現在 
管内の世帯数 - 33,800世帯
- 二本松市 - 20,238世帯
- 本宮市 - 10,638世帯
- 大玉村 - 2,924世帯

2019年（令和元年）7月1日現在 
管内の面積 - 511.88 km2
- 二本松市 - 344.42 km2
- 本宮市 - 88.02 km2
- 大玉村 - 79.44 km2

2019年（令和元年）7月1日現在

## 常備消防
安達地方広域行政組合消防本部（あだちちほうこういきぎょうせいくみあいしょうぼうほんぶ）は、二本松市、本宮市、安達郡大玉村を管轄する消防部局（消防本部）。

### 組織
【出典】
消防吏員の実員は122人である（2019年（平成31年）4月1日）。
|                                         |          |                  |                    | 所在地                     |
| --------------------------------------- | -------- | ---------------- | ------------------ | -------------------------- |
| 安達地方広域行政組合消防本部 （消防長） | 総務課   | 総務係           | 総務係             | 二本松市大壇27             |
| 安達地方広域行政組合消防本部 （消防長） | 警防課   | 予防危険物係     | 予防危険物係       | 二本松市大壇27             |
| 安達地方広域行政組合消防本部 （消防長） | 警防課   | 消防防災係       |                    | 二本松市大壇27             |
| 安達地方広域行政組合消防本部 （消防長） | 警防課   | 救急係           |                    | 二本松市大壇27             |
| 安達地方広域行政組合消防本部 （消防長） | 警防課   | 通信指令第1・2係 |                    | 二本松市大壇27             |
| 安達地方広域行政組合消防本部 （消防長） | 北消防署 | 予防係           | 予防係             | 二本松市大壇27             |
| 安達地方広域行政組合消防本部 （消防長） | 北消防署 | 警防第１・２係   |                    | 二本松市大壇27             |
| 安達地方広域行政組合消防本部 （消防長） | 北消防署 | 救急第１・２係   |                    | 二本松市大壇27             |
| 安達地方広域行政組合消防本部 （消防長） | 北消防署 | 救助第１・２係   |                    | 二本松市大壇27             |
| 安達地方広域行政組合消防本部 （消防長） | 北消防署 | 東和出張所       | 警防救急第１・２係 | 二本松市針道字下幕ノ内2-17 |
| 安達地方広域行政組合消防本部 （消防長） | 北消防署 | 岩代出張所       | 警防救急第１・２係 | 二本松市小浜字芳池82-1     |
| 安達地方広域行政組合消防本部 （消防長） | 南消防署 | 予防係           | 予防係             | 本宮市高木字水境18         |
| 安達地方広域行政組合消防本部 （消防長） | 南消防署 | 警防第１・２係   |                    | 本宮市高木字水境18         |
| 安達地方広域行政組合消防本部 （消防長） | 南消防署 | 救急第１・２係   |                    | 本宮市高木字水境18         |
| 安達地方広域行政組合消防本部 （消防長） | 南消防署 | 救助第１・２係   |                    | 本宮市高木字水境18         |

### 主力機械
|                           | 本部 | 北消防署 | 東和出張所 | 岩代出張所 | 南消防署 | 備考    |
| ------------------------- | ---- | -------- | ---------- | ---------- | -------- | ------- |
| 普通消防ポンプ自動車      |      | 1        | 1          | 1          | 1        |         |
| 水槽付消防ポンプ自動車Ⅱ型 |      | 1        |            |            | 1        |         |
| はしご付消防自動車        | 1    |          |            |            |          | 30m級   |
| 化学消防自動車Ⅰ型         |      | 1        |            |            | 1        |         |
| 救助工作車Ⅱ型             |      | 1        |            |            | 1        |         |
| 高規格救急自動車          | 1※   | 2        | 1          | 1          | 2        | ※非常用 |
| 指令車                    | 1    |          |            |            |          |         |
| 指揮車                    |      | 1        |            |            | 1        |         |
| 資器材搬送車              |      | 1        |            |            |          |         |
| 査察広報車                | 1    | 3        | 1          | 1          | 2        |         |
| ボートトレーラー          |      |          |            |            | 1        |         |